# 삼성 갤럭시 On 시리즈
삼성 갤럭시 On 시리즈는 삼성전자의 안드로이드 스마트폰 시리즈이다. 2015년에 공개한 시리즈이며 2019년에 삼성 갤럭시 M 시리즈로 브랜드 통합이 되었다.

## 시리즈에 해당하는 기기
- 삼성 갤럭시 On5
- 삼성 갤럭시 On5 프로
- 삼성 갤럭시 On5 (2016)
- 삼성 갤럭시 On7
- 삼성 갤럭시 On7 프로
- 삼성 갤럭시 On7 (2016)
- 삼성 갤럭시 On8 (램이 업그레이드된 갤럭시 J7 (2016) 모델)
- 삼성 갤럭시 On Nxt
- 삼성 갤럭시 On 맥스